# Gråhuvad piha
Gråhuvad piha (Lipaugus lanioides) är en fågel i familjen kotingor inom ordningen tättingar.

## Utseende och läte
Gråhuvad piha är en 28 cm lång kotinga med dämpade färger. Fjäderdräkten är brungrå, på hjässan med svagt fjälligt mönster. Undersidan är något ljusare. På vingar, stjärt och undergump är den varmare brun. Larmpihan är mycket gråare, mot olivgrönt. Lätet består av en gäll vissling, "kíou-kíou kíu-kít", mjukare än larmpihan.

## Utbredning och systematik
Fågeln förekommer i sydöstra Brasilien (Espírito Santo och Minas Gerais till nordöstra Santa Catarina). Den behandlas som monotypisk, det vill säga att den inte delas in i några underarter.

## Status och hot
Arten har ett stort utbredningsområde, men tros minska i antal, dock inte tillräckligt kraftigt för att den ska betraktas som hotad. Internationella naturvårdsunionen IUCN listar arten som livskraftig (LC). Beståndet uppskattas till mellan 50 000 och 100 000 vuxna individer.